# Encore (mandarine)
Pour les articles homonymes, voir Encore.
Parent  A  de l'hybridation 
  tangor 'King' 
×

'Parent  B  de l'hybridation 
  mandarine à feuille de saule = 'Willowleaf' 

Classification phylogénétique
'Encore' est avec 'Pixie' (beaucoup plus petite) une mandarine tardive: mai - juin en Californie selon les descripteurs. Elle a été obtenue au Centre de recherche sur les agrumes de l’Université de Californie Riverside par Howard B. Frost. Il s'agit d'une hybridation du tangor ‘King’ avec la mandarine à feuille de saule ‘Willowleaf’. Divers problèmes de culture et de présentation ont considérablement réduit sa culture au profit des hybrides Murcott, Fortune et Ortanique.

## Dénomination
'Encore' est décrite par J. W. Cameron, R. K. Soost et H. B. Frost en juin 1965 dans le bulletin de la station expérimentale agricole de Californie. Le nom évoque la maturité tardive du fruit, les auteurs disent qu'elle se conserve sur l'arbre jusqu'à la fin du printemps, début été. Cameron et Soost mettent 'Encore' à la disposition des agrumiculteurs la même année.   

## Histoire

### Les problèmes de présentation
La mandarine 'Encore' a beaucoup de pépin, ce qui constitue un handicap commercial. Un désordre physiologique du flavedo nuit à l'apparence et à la conservation du fruit, sa sénescence est rapide et bien visible. Les taches sombres qui affectent l'épicarpe de la mandarine 'Encore' sont décrites et analysées à Lisbonne en 1999 . Les piqûres de peau se présentent sous forme de taches chlorotiques très tôt dans le développement du fruit.  Il s'agit d'un trouble dû à des changements soudains des conditions climatiques et non à un déséquilibre nutritionnel. Les fruits atteints sont sans valeur commerciale, ils ne sont plus produits aux USA.
En 2004, 'Encore' est signalée très sensible à l'alternance biennale en Grèce où son introduction date de 1970.
En 2022, une culture résiduelle est mentionnée en Algarve.

## Description et utilisation
Les fruits sont disponibles jusqu'à l'été, le fruit mûr reste sur l'arbre 3 à 4 mois. La peau est fine mais facile à peler, pulpe très juteuse, sucrée et aromatique à maturité. L'arbre semi nain (2 à 3 m) est moyennement vigoureux et étalé. Il apprécie les régions aux étés frais. 

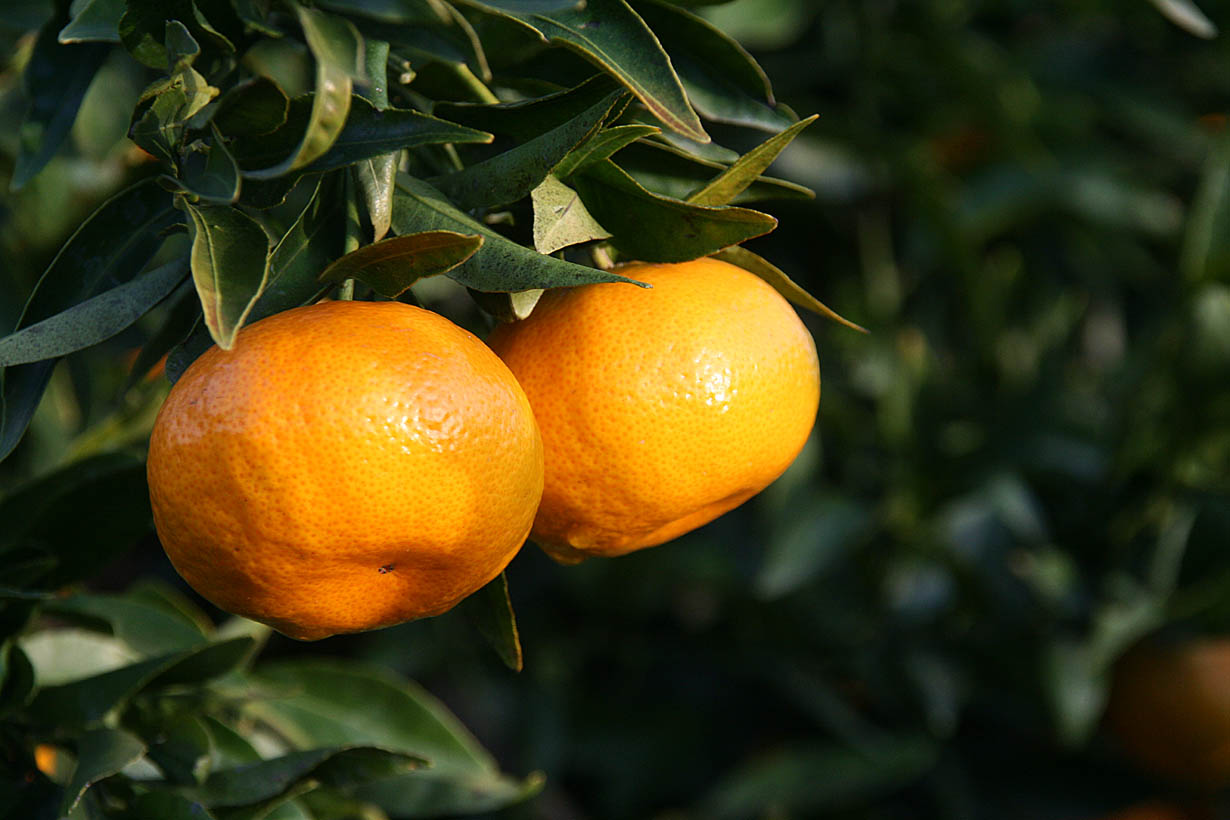
Belle couleur du fruit

Le fruit est de taille moyenne, d'un diamètre de 5 à 7 cm avec 10 ou 11 segments aux membranes relativement fines. Les graines sont petites mais nombreuses (25 graines par fruit en moyenne, avec une dispersion de 22 à 32 graines/fruit). 

### Descendance
Des croisements ont été réalisés en Espagne en vue d'obtenir des triploïdes (sans pépins): 'Encore' × 'Murcott' en a donnés quelques-uns (2002) sans suites commerciales. En Nouvelle-Zélande (2004)   'Encore' x orange douce 'Valencia', et 'Encore' x clémentine 'Caffin'. 
Au Japon des hybridations réussies ont été enregistrées: 
- 'Amaka' est un hybride du tangor 'Kiyomi' [ C. unshiu × C. sinensis ] et de 'Encore' qui a été enregistré au Japon sous le nom de 'Mikan Norin 13' et commercialisé en 1996. Le fruit presque sans pépins avec une stérilité mâle complète pèse 200 à 250 g et un gout proche de 'Encore' avec une nuance d'orange. Maturité janvier[13].
- Reikō est un double hybride (tangor 'Kiyomi' x mandarine 'Encore') x 'Murcott' (1996, enregistré en 2004).'Encore' en grappe sur l'arbre

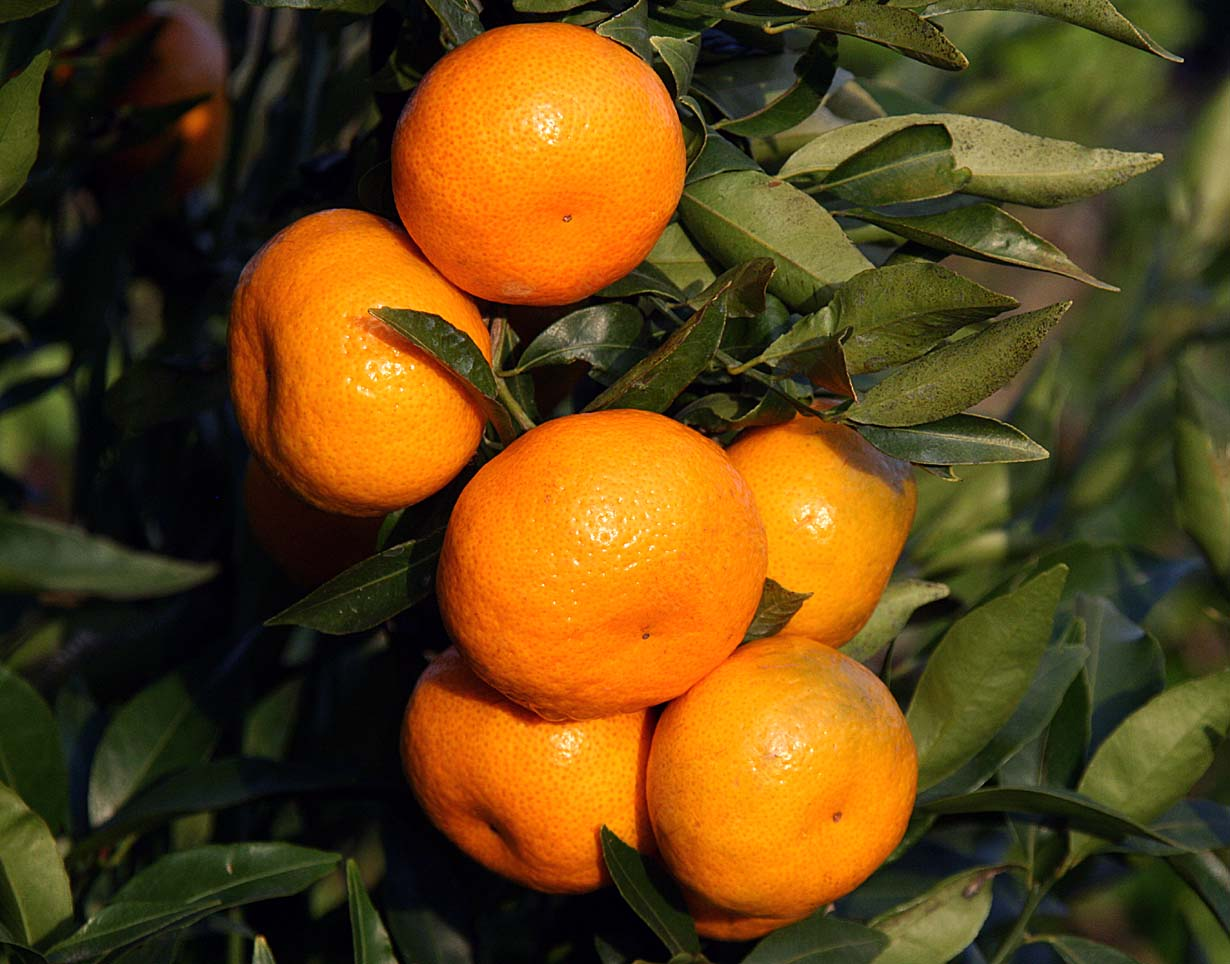
'Encore' en grappe sur l'arbre

- ‘Tsunokagayaki’ est un hybride entre 'Kyow n° 14' [‘Kiyomi’ (C. unshiu × C. sinensis) × ‘Okitsu-Wase’ ] et ‘Encore’ réalisé en 1984 à Nagasaki, sélectionné en 1989, et nommé Mikan Norin N°.17 ‘Tsunokagayaki’ en mars 2008, et enregistré en 2009 (pleine saison)[14].

En Californie:
- EncoreLS (Encore IR6) est le résultat d'une irradiation d'Encore avec très peu de graines (1,7 à 3,5 graine/fruit) et très sucrée (15 à 19 º brix)[15].
- En 2004 un programme d'hybridation systématique californien a donné les TDE (= 'Temple' x 'Dancy' x 'Encore') qui ont reçu des noms de marque : Shasta Gold™ (TDE2) sélection issue de ('Temple' x 'Dancy') x 'Encore' triploïde sans pépins a été commercialisée en 2012[16], Tahoe Gold™ (TDE3) et Yosemite Gold™[17] (TDE4)[18].